# Pyrrhobryum vallis-gratiae
Pyrrhobryum vallis-gratiae là một loài rêu trong họ Rhizogoniaceae. Loài này được (Hampe ex Müll. Hal.) Manuel mô tả khoa học đầu tiên năm 1980.